# 演员的自我修养
《演员的自我修养》（俄语：Работа актёра над собой）是20世纪初期俄罗斯著名戏剧和表演理论家康斯坦丁·斯坦尼斯拉夫斯基的著作，系统阐述了他关于戏剧表演和教学的理论方法。《演员的自我修养》的第一部在1938年出版，第二部则因为作者逝世未能最终完成，并且因为二战的原因延迟了10年才在1951年出版。

## 内容
《演员的自我修养》完整出版的有第一部和第二部。第一部被称为《体验创作过程中的自我修养》，以日记的体裁来阐述戏剧表演的理论，记叙了一个名叫Kostya的戏剧系大学一年级学生以及他的同班同学们在斯坦尼斯拉夫斯基式的表演教学方法下度过的一年时光。Kostya和他的同学们在一开始都没有或只有很少的表演经验。他们的导师托尔佐夫同时也是他们排演的戏剧的导演。开头的几章中，斯坦尼斯拉夫斯基借学生的感受和导师之口讲述了舞台艺术的基本原理和对舞台表演所持有的各种态度，也举出了戏剧实践中一些不良的现象。斯坦尼斯拉夫斯基借助反证的手法，批判了几种对舞台表演所持有的错误态度，包括凭借灵感表演和依照本色表演的想法。斯坦尼斯拉夫斯基指出，演员须要具备高度的业务技术。斯坦尼斯拉夫斯基同时也批判了纯粹的舞台匠艺——依靠程式化表面性的表演手法：刻板法的想法。斯坦尼斯拉夫斯基摒弃表现派的艺术手法，认为将形式凌驾在内容上的做法无法完成戏剧表演的使命。
斯坦尼斯拉夫斯基接下来提倡了体验艺术的思想。他认为：“……只有这种充满了人——演员的活生生的、有机的体验的舞台艺术，才能够把角色内心生活的一切不可捉摸的细微变化和全部深度，艺术地表达出来。”他认为“只有这样的艺术才能完全抓住观众的心，使观众不仅弄明白舞台上所发生的一切，更主要是还能够真实体验到它们。这才能丰富观众的内心的经验，在他们心中留下时间无法磨灭的痕迹。”表演艺术建立在演员的体验和创作热情（灵感）上，而它们不是能够下意识或不经意就达到的。人是无法随时地让自己体验各种情感，并让自己的外在形体表现出来。比如说无法突然让自己感到哀伤，并用合适的外在变化（哭泣流泪以及相关的面部表情）来表达。人的情感变化是依照人的天性（nature）自然地发生的。演员的自我修养就包括有意识地掌控自己的天性，掌握如何自然地激发出天性所固有的下意识过程。“通过有意识达到下意识，通过经意达到不经意”。要有意识地、正确地创造，为下意识和灵感的产生准备最好的基础。
斯坦尼斯拉夫斯基认为心理和形体的相互影响是掌控自己的天性的最好方法。由于“身体和心灵之间、动作和情感之间的相互影响，外部动作会帮助内部动作，而内部动作会激起外部动作。”这种方法後来被称为“形体动作方法”。对戏剧角色的动作行为的深入研究，能够帮助演员揣摩角色的内心情感特征，从而反过来使得动作和表现更加真实。即“由外入内再到外”的表演方式。对于“由外到内”的过程，斯坦尼斯拉夫斯基提倡细致地观察外部环境，发现最细微的现实细节，并从动作、想象、舞台注意、肌肉松弛等方面具体探讨。他提出了“单元和任务”的概念，提出将剧本和角色解剖为不同层次的大小单位，并为每个单位建立创作任务，引领出表演的线索。在接下来的一节中，斯坦尼斯拉夫斯基谈到了“真实感和信念”，强调演员应当以信念塑造真实感，通过本人对舞台上一切的信服达到对手以至观众对此的信服。
《演员的自我修养》第一部中，斯坦尼斯拉夫斯基强调了演员体验过程的重要性，演员在创作时真实而深刻的体验，有助于创造角色的最富于表现力的外部形式。第二部中，斯坦尼斯拉夫斯基指出了如何训练外在的形体器官，才能让演员最大程度地表现出内心的感受和体验，将体验过程中感觉到的东西再现于观众眼前，也即是“由内再到外”的方法。斯坦尼斯拉夫斯基从身体表现力与发展、声音和语言、速度节奏、逻辑与顺序、控制与修饰、舞台魅力、舞台自我感觉等多个方面探讨，部分章节因为斯坦尼斯拉夫斯基晚年患病力不从心而未能整理妥当，只是零散的资料。

## 出版
斯坦尼斯拉夫斯基从1907年开始撰写《演员的自我修养》第一部，经过三十年的编写修改，直至1937年斯坦尼斯拉夫斯基病重，才同意出版。《演员的自我修养》第一部在1938年初版。由于二战的原因，第二部直到1951年才出版。由于斯坦尼斯拉夫斯基的逝世，还在写作中的第二部未能完成，部分章节是将作者的手稿资料整理后得出。
《演员的自我修养》不仅在俄罗斯（苏联）内部产生了重大影响，也对全世界的戏剧表演产生了影响。该书先后被翻译成多种语言，在多个国家出版。

## 流行文化
周星驰电影《喜劇之王》中，周星驰饰演的主角尹天仇喜爱阅读《演员的自我修养》，并喜欢用其中的内容作为自己表演或指导他人演戏时的指引。《喜劇之王》在华语地区上映之后使非表演人员也了解了《演员的自我修养》这本书。由于电影出色的情感表达，《演员的自我修养》也被广泛视为一种精神激励的体现，“某某的自我修养”这种句式表达因此在华语地区流行。